# Драгоманов Світозар Михайлович
Світоза́р Миха́йлович Драгома́нов (29 червня (11 липня) 1884, Пленпале, кантон Женева, Швейцарія — 4 грудня 1958, Рочестер, штат Нью-Йорк) — український економіст, кооператор, перекладач, публіцист, викладач ВНЗ у Києві; член УВАН у США і голова уванівської Комісії для збирання і вивчення науково-літературної спадщини М. Драгоманова. Член УНДС, член Центрального комітету УНДС.
Син Михайла Драгоманова, рідний брат Лідії Шишманової та Аріадни Труш, двоюрідний брат Лесі Українки, Михайла Косача, Оксани Драгоманової.

## Ранні роки
Народився 29 червня (11 липня) 1884 у Швейцарії — у тому часі там перебувала через вимушену еміґрацію родина Михайла та Людмили Драгоманових з донечкою Лідією.
Початкову освіту отримав у Женеві. Після призначення батька 28 серпня 1889 року професором у Софії родина переїздить до Болгарії, Світозар вчиться 2 роки у французькій початковій школі (1891—1892), а далі в ліцеї «Janson de Sailly» в Парижі (1892—1894), мешкаючи в родині подружжя Гольдштейнів, батькових приятелів.
Після батькової смерти 20 червня 1895 року мати влаштовує вчитися Світозара (Зорю) в женевський коледж Святого Антуана (1895—1897).

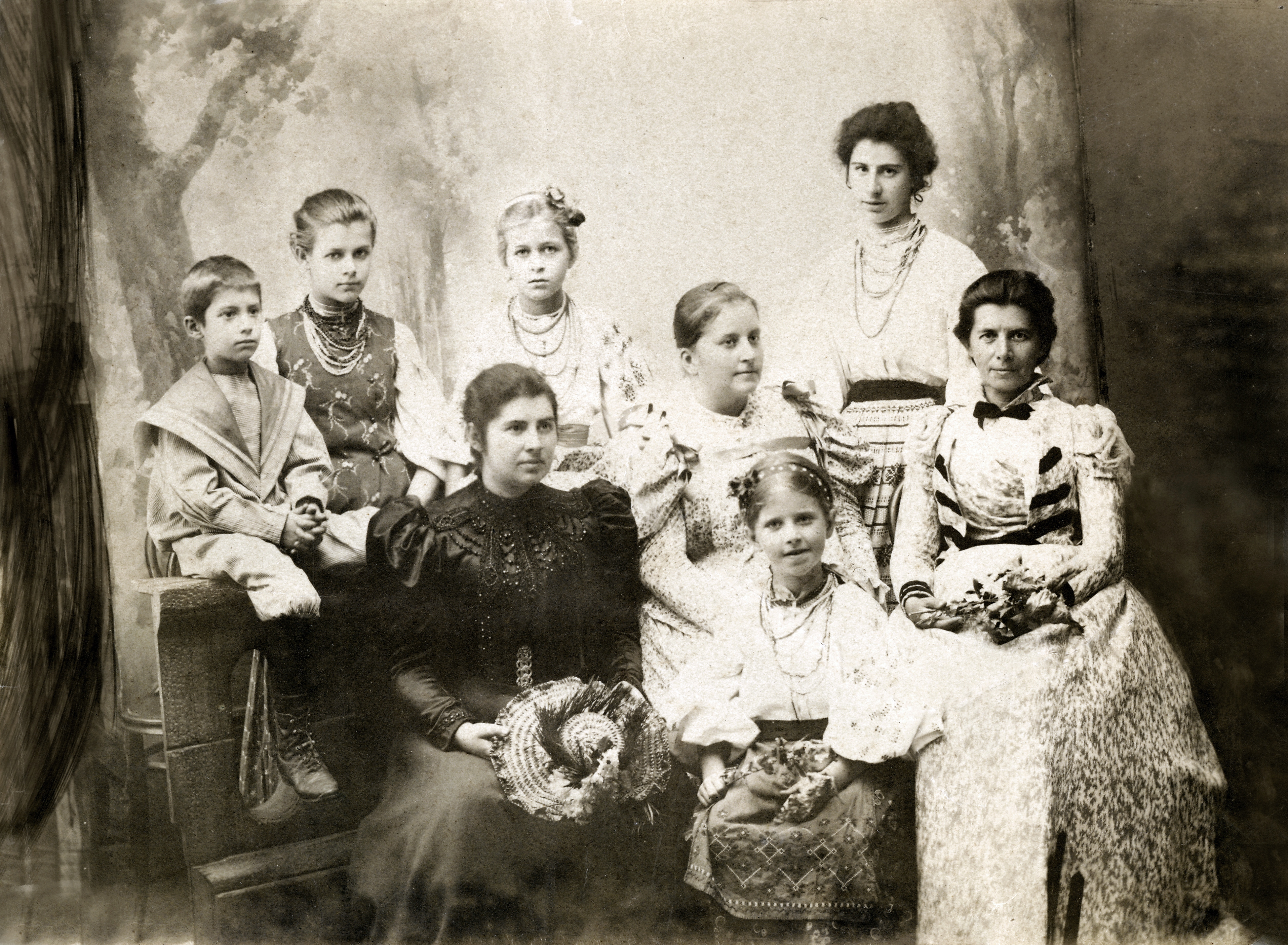
Драгоманови й Косачі у 1890-х. Сидять, зліва направо: Світозар, Лідія, Олександра (дружина Олександра Драгоманова) з донькою Оксаною, Олена Пчілка. Стоять, зліва направо: Оксана й Ізидора Косач та Аріадна Драгоманова

## У царській Росії
У грудні 1897 року на запрошення тітки Ольги Петрівни Драгоманової-Косач Світозар приїздить до Києва. У Києві після домашнього навчання російської мови з тіткою Ольгою і двоюрідною сестрою Лесею вступив до третього класу Четвертої чоловічої гімназії, де вже навчався на чотири місяці старший від нього двоюрідний брат Микола Косач. Українська атмосфера дому Косачів і близького оточення Ольги Петрівни найперше вплинули на процес національного самоусвідомлення Світозара (що він відверто і визнає згодом). Гімназію закінчив 1904 року, на випускній світлині, подарованій Ларисі Косач, вдячний учень написав: «Дорогой „маленькой маме“ от благодарного брата, который, благодаря ей, поступил в гимназию. 19/V/1904».

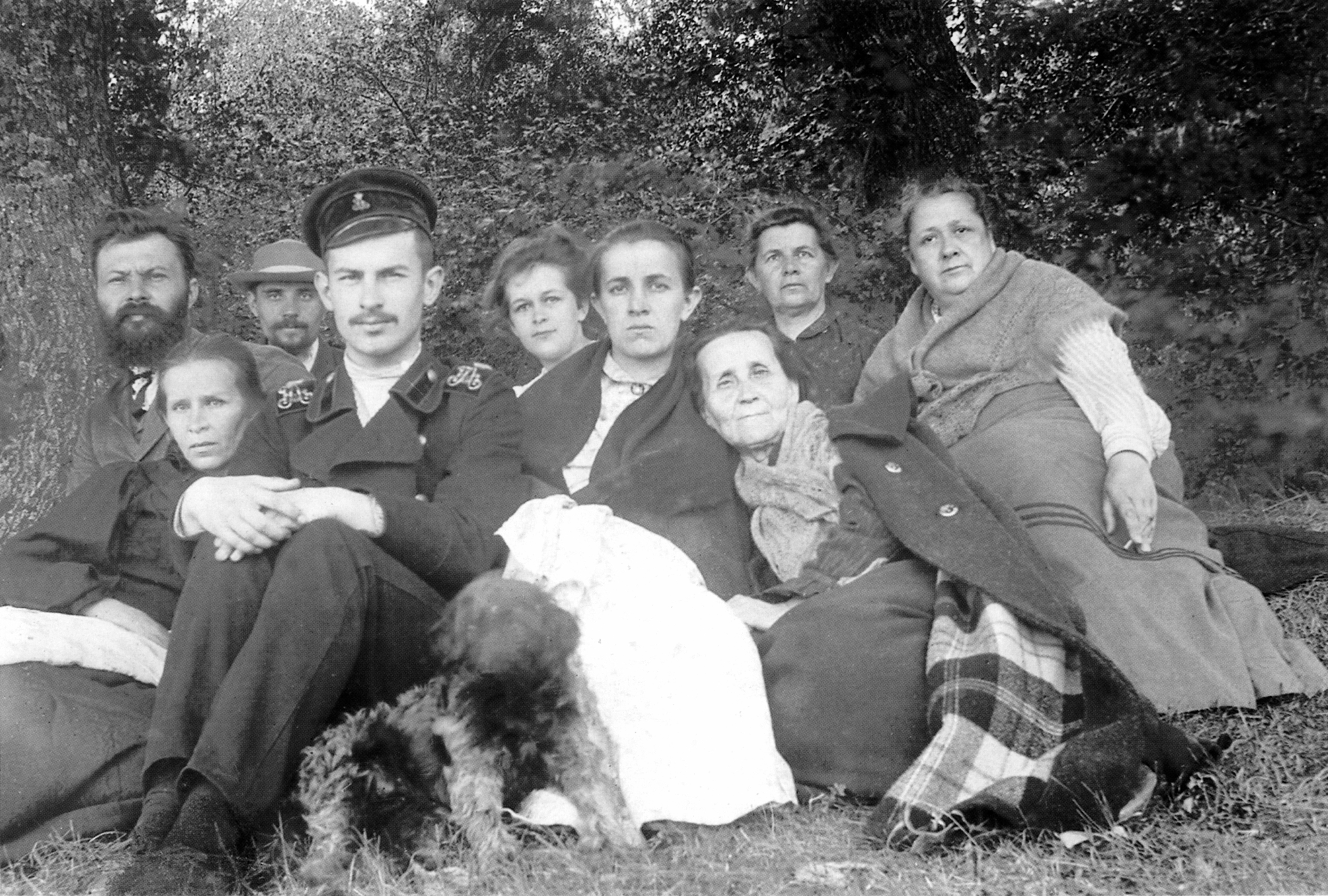
Косачі з друзями та родичам у Зеленому Гаю, 1906 р. Перший ряд (зліва направо): Леся Українка, Світозар Драгоманов, Ольга Косач-Кривинюк, Олександра Шимановська, Марія Карташевська (кума Ольги та Петра Косачів) і собака Кудля; Перший ряд: Михайло Кривинюк, Климент Квітка, Ізидора Косач, Олена Пчілка

1904 року вступає на хімічне відділення Київського політехнічного інституту Імператора Олександра ІІ. Майже наприкінці навчання Світозар зрозумів, що майбутній фах — не його покликання.
1909 року залишив Політехніку і вступив до Київського комерційного інституту, економічне відділення якого закінчив з відзнакою 1915 року. В студентські роки Світозар Драгоманов цікавився соціалістичною літературою і був членом РСДРП.
1914 року одружується з Антоніною Шкурською (20 червня 1889 – 28 лютого 1981) — дочкою начальника Жмеринського залізничного вузла; замешкали в Києві на вулиці Паньківській.
7 квітня 1915 року в подружжя у Києві народжується донька Людмила.
З 1915 до 1917 рр. Світозар служить у Союзі земств.

## У часи Визвольних змагань
У роки української державності активно включився у державотворичий процес. У Міністерстві праці Уряду УНР обіймав посаду віце-директора одного з департаментів.
За Гетьманату працював у Всеукраїнському союзі земств, створеному Симоном Петлюрою у квітні 1918 р.

## Радянська праця
Після поразки української державности лишився в Україні, де працював у різних установах.
1919—1920 роки — член колегії кооперативної секції державної ради народного господарства в Києві.
У 1919—1922 роках завідує інструкторським відділом кооперативної газети «Сільський господар».
1920—1921 роки — коректор і секретар редакції київського часопису «Більшовик». Цю роботу поєднував з посадою декана суспільно-економічного відділу агрономічного технікуму в селі Мироцьке.
З осені 1922 року — лектор Інституту народної освіти у Києві та одночасно ректор Київського архітектурного інституту.
Після об'єднання архітектурного інституту з Київським інститутом пластичних мистецтв — проректор новоствореного Київського художнього інституту.
До 1926 року співпрацював з «Пролетарською правдою».
У 1926—1931 роках працював на київській студії «Укрфільм».
1930 року відсторонений від наукової праці, проходив свідком у справі ЦК УПСР і викликався на засідання Верховного надзвичайного революційного трибуналу. Тоді ж намагався захищати прем'єр-міністра УНР Сергія Остапенка.
У 1931—1933 перебивається випадковими заробітками, його не друкують, працює у державному технічному видавництві.
1933 року влаштувався консультантом Науково-дослідного інституту комунальної гігієни Гіпромісту в Харкові.
1934—1935 працює у відділі обласної управи в Києві.
Наприкінці 1935 року його було «вичищено» з огляду на причетність до УНР, звільнено без права на пенсійне забезпечення. Відтоді Світозар не міг знайти постійної роботи. Перекладав тексти з французької мови на замовлення видавництва «Мистецтво»

## Без надії сподівався
Протягом 1941—1943 років працював у Вукоспілці.
1942 року — науковий консультант Музею-архіву переходової доби під керівництвом О. Оглоблина. У червні 1942 під керівництвом Оглоблина з Н. Полонською-Василенко, В. Міяковським, П. Курінним та В. Шугаєвським бере участь у діяльності «Комісії для розгляду питання про українські емблеми». На науковому засіданні з нагоди 30-ліття з дня смерті Лесі Українки, яке відбулося 11 і 12 вересня 1943 року в Будинку вчених, прочитав доповідь «Листування Лесі Українки з Михайлом Драгомановим».
Бердичевський Марк Наумович, геофізик, доктор технічних наук, викладач МДУ ім. М. Ломоносова, свідчить: «Світозар Драгоманов, Борис Каштелянчук та Євген Герасимов переховували студента-караїма Я. Гальперіна від неминучого розстрілу в Бабиному Яру».
У вересні 1943 року виїжджає з родиною з Києва до Львова.
1944 переїжджає до Праги, де працює в Українському музеї визвольної боротьби.

## Еміґрація
У квітні 1945 року виїздить до німецького Регенсбурга (табір Ді-Пі). В тому часі активно листується з Володимиром Винниченком. Працює в УТГІ як професор самоврядування.
З 1951 року проживав у США. Голова Комісії УВАН у США для збирання і вивчення науково-літературної спадщини М. Драгоманова. Професор і перший ректор Українського технічного господарського інституту в Нью-Йорку.

## Літературно-публіцистична діяльність
Розпочав з 1909 року, написавши на прохання Олени Пчілки подорожні нотатки зі Швейцарії для журналу «Рідний край». У наступному році для цього ж часопису він переклав з болгарської на українську оповідання І. Шишманова «Цікава постать». Дописував до часописів «Слово», «Рада», «Городское», «Известия киевской городской думы», «Київська почта», «Дзвін», «Комашня», «Київська земська газета», «Народна справа», «Наша кооперація», «Кооперативна зоря», «Українська кооперація», «Робітнича газета», «Вестник кооперации», «Bulletin cooperation International».
Автор:
- низки статей, присвячених питанню європейської федерації і проблемі федералізму,
- спогадів про Лесю Українку,
- статті «Вплив Михайла Драгоманова на Лесю Українку»,
- праць: «Михайло Драгоманов»,
- «Наука Михайла Драгоманова»,
- «Життя М. Драгоманова»,
- «М. П. Драгоманов проти д-ра Д. Донцова»,
- «Великий еміґрант М. Драгоманов (1841—1895)»,
- «З переписки Лесі Українки з Михайлом Драгомановим».
- Перекладав з французької: праці М. Драгоманова — «Федералістичний панславізм», «Вільна спілка».
- Уклав «Бібліографічний покажчик літературно-критичних і літературно-історичних висловлювань М. П. Драгоманова за перепискою з сучасниками»,
- «Драгоманіяна на 1861—1940 [Бібліографія]».

## Родина та кінець земного шляху
Світозар з Антоніною мали сина, Михайла Світозаровича (загинув у німецькому концтаборі під Хмельницьким), дочок — Людмилу (1915—1986), Наталю, Аріадну.
Помер Світозар Михайлович від хвороби 4 грудня 1958 року в Рочестері, похований на міському цвинтарі Рочестера.